# Nahetal-Waldau
Nahetal-Waldau – dzielnica miasta Schleusingen w Niemczech, w kraju związkowym Turyngia, w powiecie Hildburghausen. Do 5 lipca 2018 samodzielna gmina.